# Levitación (paranormal)
Levitación o transvección, en el contexto paranormal o religioso, es la supuesta capacidad de elevar un cuerpo humano u otro objeto en el aire por medios místicos.
Si bien en algunas comunidades religiosas y de la Nueva Era se cree que ocurre debido a fenómenos sobrenaturales, psíquicos o "energéticos", no hay evidencia científica de que ocurra la levitación. Los supuestos casos de levitación normalmente pueden explicarse por causas naturales como engaños, ilusiones y alucinaciones.

## Puntos de vista religiosos
Varias religiones han afirmado ejemplos de levitación entre sus seguidores. Esto generalmente se usa como demostración de la validez o poder de la religión, o como evidencia de la santidad o adhesión a la religión del levitador en particular.

### Budismo
- Se cuenta como uno de los Milagros de Buda que Buda Gautama caminó sobre el agua levitando (con las piernas cruzadas) sobre un arroyo para convertir a un brahmán al Budismo.[6]
- Se rumoreaba que Yogi Milarepa, un gurú budista Vajrayana, poseía una variedad de habilidades adicionales durante la levitación, como la capacidad de caminar, descansar y dormir; sin embargo, se consideraban poderes ocultos.

### Cristianismo
- Según tres evangelios, Jesús caminó sobre el agua del lago Galilea para encontrarse con sus discípulos que estaban en una barca.[7]
- Santa María de Egipto (c.344 – c.421), cruzó el río Jordán según su hagiógrafo, el ermitaño Zósimo de Palestina[8]
- Se dice que San Besarión de Egipto (fallecido c.466) cruzó las aguas del río Nilo[9][10]
- Se registra que Francisco de Asís (c.1182-1226), fundador de la Orden Franciscana, estaba "suspendido sobre la tierra, a menudo a una altura de tres, y a menudo a una altura de cuatro codos". Esto equivale aproximadamente a 1,3 a 1,8 m (4 pies 3 pulgadas – 5 pies 11 pulgadas).[11]
- Se decía que Santa Catalina de Siena (1347-1380), monja de la Tercera orden de Santo Domingo y Doctora de la Iglesia, levitaba mientras rezaba, y un sacerdote afirmó haber visto la hostia eucarística de la Sagrada Comunión volando desde su mano directamente a la mano de Catherine.[12][13][14]
- Teresa de Ávila (1515-1582), monja Carmelita y Doctora de la Iglesia, afirmó haber levitado a una altura de aproximadamente 1,5 pies (0,46 m) durante un período prolongado de algo menos de una hora, en un estado de éxtasis místico. Ella llamó a la experiencia una "visita espiritual".[15]
- San Martín de Porres (1579-1639), hermano lego de la Orden Dominicana, afirmaba tener poderes psíquicos de bilocación, pudiendo atravesar puertas cerradas (teletransportación) y levitación.[16]
- José de Cupertino (1603-1663), un fraile franciscano, supuestamente levitaba en el aire durante períodos prolongados de más de una hora, en muchas ocasiones.[17]
- Alfonso de Ligorio (1696-1787), mientras predicaba en Foggia, supuestamente fue elevado ante los ojos de toda la congregación a varios metros del suelo.[16]
- Girolamo Savonarola, condenado a muerte, supuestamente se levantó en el aire del suelo de su celda y permaneció allí durante algún tiempo.[18]
- Serafines de Sarov (1759-1833), santo ortodoxo ruso, supuestamente tenía el don de levitar sobre el suelo durante algún tiempo, como lo atestiguaron muchas personas educadas de su época, incluido el emperador Alejandro I de Rusia.[19]
- Mariam Baouardy (árabe: مريم بواردي ; o "María de Jesús Crucificado", 1846-1878), monja carmelita descalza de la Iglesia greco-melquita católica, experimentaba frecuentes éxtasis. Supuestamente otros la vieron levitando más de una vez: por ejemplo, en el jardín del monasterio durante los momentos de oración privada, cuando vivía en el monasterio carmelita de Pau, en Francia.[20]

Levitación "demoníaca" en el cristianismo
- Simón el Mago está registrado en los Hechos de Pedro que levitaba sobre el Foro de Roma para demostrar que era un dios. El apóstol Pedro interviene, haciendo que Magus caiga del cielo, rompiéndole las piernas "en tres partes".[21]
- Clara Germana Cele, una joven sudafricana, en 1906 supuestamente levitaba en una posición rígida. Aparentemente, el efecto solo se revertía con la aplicación de agua bendita, lo que lleva a creer que fue causado por una posesión demoníaca.[15]
- Magdalena de la Cruz (1487–1560), monja franciscana de Córdoba, España.[22]
- Margaret Rule, una joven de Boston de la década de 1690 que se creía que había sido acosada por fuerzas del mal poco después de los juicios por brujería de Salem, supuestamente levitó de su cama en presencia de varios testigos.[23]

### Gnosticismo
- Simón el Mago, un gnóstico que afirmaba ser una encarnación de Dios (tal como lo concebían los gnósticos), supuestamente tenía la capacidad de levitar, junto con muchos otros poderes mágicos.[24]
- Mani, fundador del Maniqueísmo, tenía fama de poder levitar.[25]

### Helenismo
- Se creía en el helenismo (la religión pagana de la Antigua Grecia y la Antigua Roma) según el testimonio de Filóstrato de que, tras su muerte, Apolonio de Tiana experimentó la asunción celestial al levitar en el Elíseo.[26]

### Hinduismo
- En el Hinduismo, se cree que algunos místicos y gurús hindúes que han alcanzado ciertos poderes espirituales (llamados siddhis) son capaces de levitar. En Sánscrito, el poder de levitación se llama laghiman ('ligereza') o dardura-siddhi (el 'poder de la rana').[27]El libro de Yogananda Autobiografía de un yogui tiene relatos de yoguis hindúes que levitaban en el curso de su meditación.
- Yogi Subbayah Pullavar se informó que levitó en el aire durante cuatro minutos frente a una multitud de 150 testigos el 6 de junio de 1936. Se lo vio suspendido horizontalmente a varios pies del suelo, en trance, apoyando ligeramente su mano sobre un palo cubierto de tela. Los brazos y piernas de Pullavar no se podían doblar desde su posición bloqueada una vez en el suelo. La ilusión se creó mediante un método simple en el que la persona que se ve levitar está sostenida por una plataforma en voladizo sostenida por una barra de hierro camuflada de alguna manera.[5]

## Levitación por médiums
Muchos médiums han afirmado haber levitado durante las sesiones de espiritismo, especialmente en el siglo XIX en Gran Bretaña y Estados Unidos. Se ha demostrado que muchos son fraudes, utilizando cables y trucos de magia escénica.Daniel Dunglas Home, un prolífico y bien documentado levitador de sí mismo y de otros objetos, los espiritistas decían que levitaba fuera de una ventana. Los escépticos han cuestionado tales afirmaciones.Los investigadores Joseph McCabe y Trevor H. Hall expusieron la "levitación" de Home como nada más que él moviéndose a través de una repisa de conexión entre dos balcones de hierro.
El mago Joseph Rinn dio cuenta completa del comportamiento fraudulento observado en una sesión de Eusapia Paladino y explicó cómo se había realizado su truco de levitación. Milbourne Christopher resumió la exposición:
"Joseph F. Rinn y Warner C. Pyne, vestidos con un mono negro, se habían arrastrado hasta el comedor de la casa del profesor de Columbia Herbert G. Lord mientras se realizaba una sesión de Palladino. Colocándose debajo de la mesa, vieron el pie del médium golpear una pata de la mesa para producir golpes. Mientras la mesa se inclinaba hacia la derecha, debido a la presión de su mano derecha sobre la superficie, la vieron poner su pie izquierdo debajo de la pata izquierda de la mesa. Presionando el tablero con su mano izquierda hacia abajo y hacia arriba. Con el pie izquierdo debajo de la pata de la mesa para formar una abrazadera, levantó el pie y "levitó" la mesa del suelo.
El truco de levitación del médium Jack Webber fue expuesto por el mago Julien Proskauer. Según Proskauer, utilizaría una varilla telescópica unida a una trompeta para hacer levitar objetos en la sala de sesiones.El físico Edmund Edward Fournier d'Albe investigó a la médium Kathleen Goligher en muchas sesiones y concluyó que con Goligher no se habían producido fenómenos paranormales como la levitación y afirmó que había encontrado pruebas de fraude. D'Albe había afirmado que la sustancia ectoplasma en las fotografías de Goligher de sus sesiones estaban hechas de muselina.

## En fotografía
Una persona fotografiada mientras rebota puede parecer levitando. Esta ilusión óptica es utilizada por grupos religiosos y médiums espiritistas, afirmando que sus técnicas de meditación les permiten levitar en el aire. Por lo general, se pueden encontrar signos reveladores en la fotografía que indican que el sujeto estaba en el acto de rebotar, como partes del cuerpo borrosas, una bufanda agitada, cabello suspendido en el aire, etc.

## Levitación en la cultura popular

### Literatura
- Incidentes en mi vida autobiografía por Daniel Dunglas Home
- Novela de Mr. Vértigo por Paul Auster

### Película
- El Exorcista (1973), dirigida por William Friedkin
- Los cazafantasmas (1984), dirigida por Ivan Reitman
- The Boy Who Could Fly (1986), dirigida por Nick Castle
- Serie de películas Candyman dirigida por Bernard Rose (1992); Bill Condon (1995); Turi Meyer (1999); Nia DaCosta (2021)

### Programas de Televisión
- Stranger Things, temporada 4 (2022)

## Lectura adicional
- John Booth (1986). Psychic Paradoxes. Buffalo, New York: Prometheus Books. ISBN 0879753587.
- Andrew Neher (1990). Paranormal and Transcendental Experience: A Psychological Examination (2nd edición). New York: Dover. ISBN 0486261670. (requiere registro).
- James Randi (1987). «Chapter 5: "The Giggling Guru: A Master of Levity"». Flim-Flam! Psychics, ESP, Unicorns, and Other Delusions (9th edición). Buffalo, New York: Prometheus Books. ISBN 0879751983.
- Gordon Stein (Spring 1989). «The Levitation of the Lore». Skeptical Inquirer 13 (2): 277-288.